# Déclaration sur les lois dites de laïcité

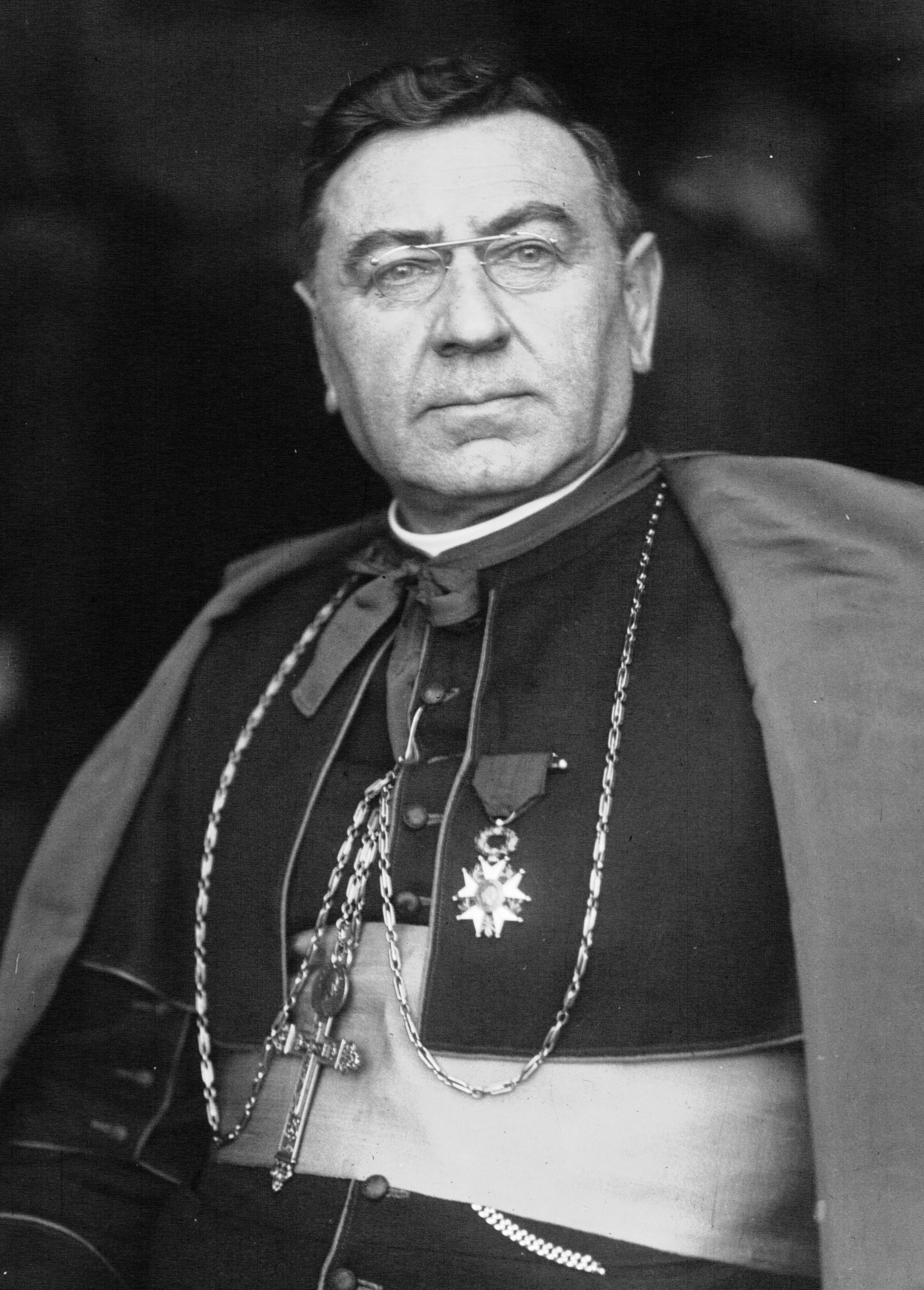
Jean Chollet, archevêque de Cambrai et secrétaire de la Commission permanente de l'Assemblée des cardinaux et archevêques de France

La Déclaration sur les lois dites de laïcité et les mesures à prendre pour les combattre, plus couramment évoquée sous le nom de Déclaration sur les lois dites de laïcité est un document écrit par l'Assemblée des cardinaux et archevêques de France et publié le 10 mars 1925. Reprenant le magistère du pape Saint Pie X et de son encyclique Vehementer nos, elle condamne la laïcisation de la société française et enjoint aux Catholiques de s'y opposer.   
Tout en légitimant la défense religieuse menée par certaines associations comme la Fédération nationale catholique, la Déclaration provoque également des débats houleux à la Chambre des députés, où les députés catholiques et anticléricaux s'opposent avec virulence sur la question de la laïcité.

## Contexte politique

### La laïcisation de la République par les radicaux (1902-1914)
À la suite de l'Affaire Dreyfus et des élections législatives de 1902, le gouvernement français est dominé par les radicaux. Ces derniers font de l'anticléricalisme leur cheval de bataille et sont à l'origine de nombreuses lois de laïcisation de la société française, notamment la loi de 1904 sur les congrégations et la Loi de séparation des Églises et de l'État en 1905.
Cette rupture unilatérale du Concordat est fermement condamnée par le pape Pie X, d'autant plus que les radicaux avaient déjà montré leur hostilité à la papauté en rompant les relations diplomatiques entre la France et le Saint-Siège en 1904. Le 11 février 1906, par l'encyclique Vehementer nos, le Pape s'oppose à la Séparation qu'il juge dangereuse pour l'ordre surnaturel : 

« Qu'il faille séparer l'Etat de l'Eglise, c'est une thèse absolument fausse, une très pernicieuse erreur. Fondée, en effet, sur ce principe que l'Etat ne doit reconnaître aucun culte religieux, elle est tout d'abord très gravement injurieuse pour Dieu, car le créateur de l'homme est aussi le fondateur des sociétés humaines et il les conserve dans l'existence comme il nous soutient.
Nous lui devons donc, non seulement un culte privé, mais un culte public et social, pour l'honorer. »

Les relations entre la Troisième République et les catholiques continuent de s'envenimer avec la querelle des inventaires, qui voit notamment la chute du gouvernement Rouvier. En août 1906, Pie X s'oppose à la constitution d'association cultuelles pour gérer les biens de l’Église, si bien que la loi du 2 janvier 1907 prononce l'expulsion des évêques, des curés et des séminaristes des palais épiscopaux, des presbytères et des séminaires.
La politique anticléricale prend fin à la veille de la Première Guerre mondiale et sera prohibée par l'union sacrée. Des mesures de tolérance envers les congrégations religieuses sont mises en place par Louis Malvy et le député catholique Denys Cochin fait une entrée brève mais remarquée au gouvernement.

### La victoire du Cartel des Gauches (1924-1926)
La Chambre Bleu horizon, dominée par la droite, ne remet pas en cause la politique d'apaisement et ouvre même des brèches dans l'intransigeance radicale en refusant l'extension de la loi de Séparation aux territoires récupérés sur l'Allemagne et en rétablissant l'Ambassade de France près le Saint-Siège en 1921. En janvier 1924, Pie XI accepte le principe des associations diocésaines « en vue d’essai » dans son encyclique Maximam gravissimamque, mais cette normalisation des relations entre les catholiques et la République laïque est partielle puisque le souverain pontife rappelle dans le même texte que ce rapprochement ne vaut pas cautionnement de la Séparation : 

« Nous nous souvenons, dans l'amertume de notre cœur, des jours bien tristes où s'est formé parmi vous le projet néfaste de séparer les intérêts de la République de ceux de l’Église, et où ce projet a malheureusement été exécuté. […] Ne voulant pas nous écarter de la voie tracée par notre prédécesseur, nous confirmons la réprobation de la loi inique de séparation. »

La victoire du Cartel des gauches en mai 1924 est marquée par un sursaut anticlérical. Le gouvernement Herriot a pour programme de rompre toute relation diplomatique avec le Saint-Siège, de reprendre l'expulsion des congrégations et enfin de faire appliquer les lois laïques à l'Alsace-Moselle, déclenchant la colère des catholiques français. C'est ainsi que se créent des associations comme la Fédération nationale catholique du général de Castelnau et la Ligue des Droits du religieux ancien combattant du père Doncœur, qui s'opposent frontalement à la politique du gouvernement, tandis que d'autres ligues plus anciennes, comme l'Action française, redoublent d'efforts dans la défense des droits des catholiques.
C'est dans ce contexte qu'est publiée la Déclaration sur les lois dites de laïcité par l'Assemblée des cardinaux et archevêques de France. 

## Contenu de la déclaration

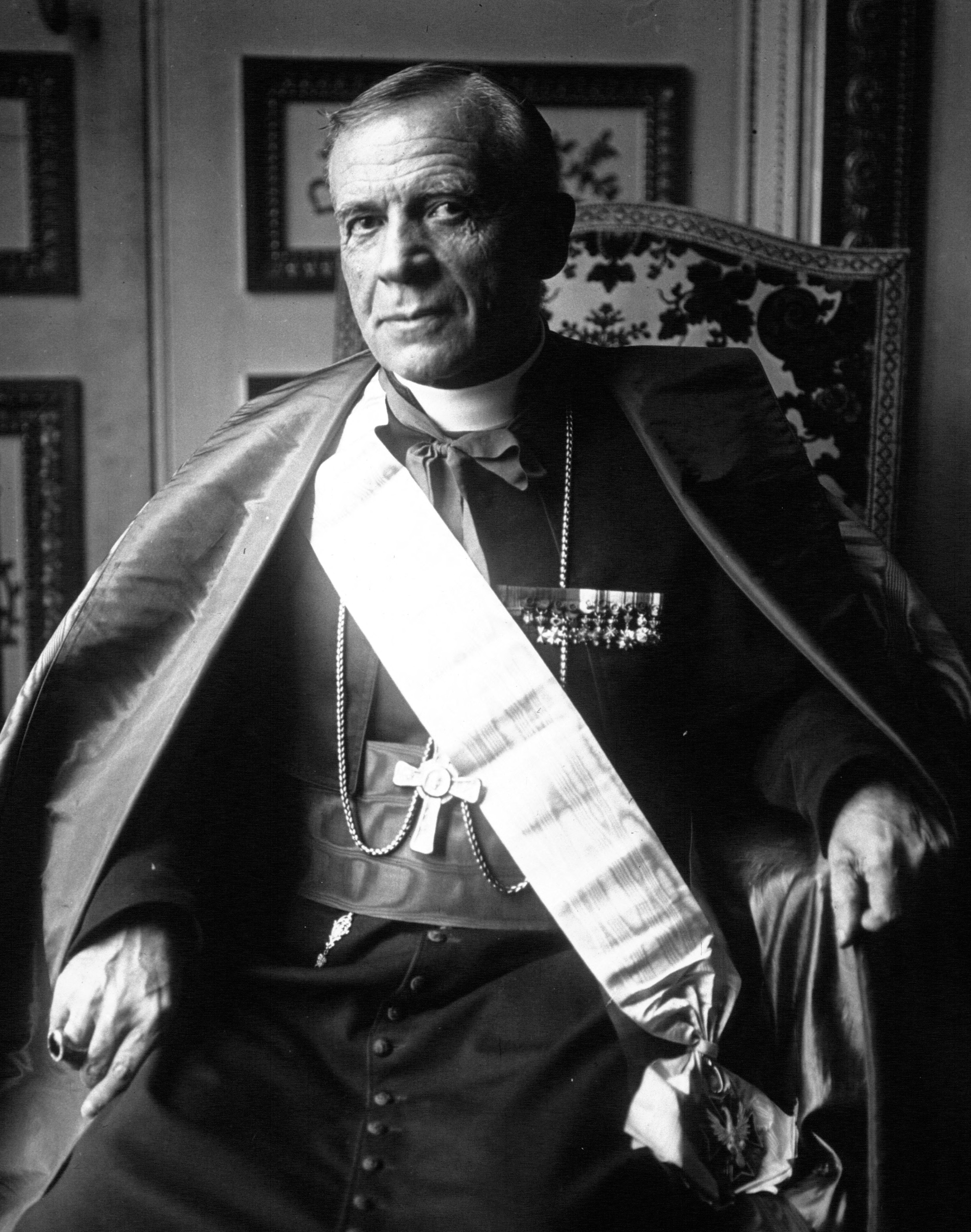
Louis Dubois, cardinal et archevêque de Paris au moment de la publication de la Déclaration.

Dans la Déclaration, les cardinaux et les archevêques de France reprennent la position de Saint Pie X dans Vehementer nos et condamnent avec fermeté les lois laïques :

« Les lois de laïcité sont injustes d'abord parce qu'elles sont contraires aux droits formels de Dieu. Elles procèdent de l'athéisme et y conduisent dans l'ordre individuel, familial, social, politique, national, international. Elles supposent la méconnaissance totale de Notre-Seigneur Jésus-Christ et de son Evangile. Elles tendent à substituer au vrai Dieu des idoles (la liberté, la solidarité, l'humanité, la science, etc.) ; à déchristianiser toutes les vies et toutes les institutions. Ceux qui en ont instauré le règne, ceux qui l'ont affermi, étendu, imposé, n'ont pas eu d'autre but. De ce fait, elles sont l’œuvre de l'impiété, qui est l'expression de la plus coupable des injustices, comme la religion catholique est l'expression de la plus haute justice.
Elles sont injustes ensuite, parce qu'elles sont contraires à nos intérêts temporels et spirituels. Qu'on les examine, in n'en est pas une qui ne nous atteigne à la fois dans nos biens terrestres et dans nos biens surnaturels […] On pourrait développer ces considérations à l’infini, y ajouter et montrer que le laïcisme, dans toutes les sphères, est fatal au bien privé et public.
Dès lors, les lois de laïcité ne sont pas des lois. Elles n'ont de loi que le nom, un nom usurpé ; elles ne sont que des corruptions de la loi, des violences plutôt que des lois, dit Saint Thomas […] Ne nous nuiraient-elles que dans l'ordre temporel, en soi, elles ne nous obligeraient pas en conscience […] Elles ne pourraient nous obliger qu'au cas où il faudrait céder un intérêt purement terrestre pour éviter des troubles et des scandales. Mais comme les lois de laïcité attentent aux lois de Dieu, comme elles nous atteignent dans nos intérêts spirituels ; comme après avoir ruiné les principes essentiels sur lesquels reposent la société, elles sont ennemies de la vraie religion qui nous ordonne de reconnaître et d'adorer, dans tous les domaines, Dieu et son Christ, d’adhérer à leur enseignement, de nous soumettre à leurs commandements, de sauver à tout prix nos âmes, il ne nous est pas permis de leur obéir, nous avons le droit et le devoir de les combattre et d'en exiger  par tous les moyens honnêtes l'abrogation. »

Les lois visées par cette condamnation sont notamment la loi sur le divorce de 1884, les lois de laïcisation des hôpitaux, les lois scolaires et enfin la loi de Séparation.
Après cette déclaration de principe, l'Assemblée des cardinaux et archevêques de France détaillent les méfaits de la passivité dans lesquels se sont tenus les catholiques français à l'égard des anticléricaux. Pour les auteurs du texte, cette passivité est en grande partie néfaste à la religion, et ils prennent l'histoire récente à témoin de leur thèse : 

« Deux tactiques. La première consisterait à ne pas heurter de front les législateurs laïcs ; à essayer de les apaiser et d'obtenir qu'après avoir appliqué leurs lois dans un esprit de modération, ils finissent par les laisser tomber en désuétude. Il est possible qu'avec certains hommes investis du pouvoir et moins mal disposés, cette méthode ait quelque chance de succès. On citerait des cas dans l'Histoire où elle a réussi. De plus, elle aurait l'avantage de ne point exaspérer les adversaires et de ne point provoquer de leur part des mesures d'autant plus redoutables qu'elles seront inspirées par un sentiment plus irrité. Cependant, cette tactique présente plusieurs inconvénients graves :
- Elle laisse les lois debout. A supposer qu'un ministère ou plusieurs ministères n'en usent qu'avec bienveillance, ou cessent d'en user contre les catholiques, il dépendra d'un nouveau gouvernement de les tirer de l'oubli, de leur rendre leur vigueur et leur efficacité. Danger qui n'est pas imaginaire, car de notre temps le pouvoir passe continuellement d'un parti relativement tolérant à un parti extrême. Il suffit que le premier se soit montré un peu conciliant pour que le second, par réaction, ne garde à notre endroit aucun ménagement. Depuis des années, nous assistons à ce flux et à ce reflux de la persécution religieuse qui, au fond, s'est toujours aggravée. Elle habitue les esprits, fussent-ils sincèrement catholiques, à regarder comme justes, comme compatibles avec la religion les lois de laïcité ; elle favorise ces hommes qui, oscillant perpétuellement entre le laïcisme et le catholicisme, sont prêts à toutes les concessions pour gagner des voix à droite et à gauche, pour entrer dans un ministère, et , n'essayant que d'atténuer quelques effets du laïcisme, en laissent subsister le principe, et en pratique lui sacrifient à peu près complètement le catholicisme. On dira qu'une attitude de conciliation nous a valu quelques faveurs particulières. Petits avantages quand on songe à l'immense courant d'erreur qui envahit les âmes et les entraîne à l'apostasie ! Petits avantages qui nous enchainent et nous empêchent de réagir contre nos adversaires !

- Les plus malfaisantes de ces lois continuent à agir, quelles que soient les intentions des ministères successifs. Au moment des accalmies apparentes auxquelles nous avons eu trop de confiance, les écoles athées fonctionnaient sans arrêt ; on préparait des dossiers contre les Ordres religieux, et l'attribution des biens ecclésiastiques se poursuit sournoisement et surement.

- Cette politique encourage nos adversaires, qui, comptant sur notre résignation et notre passivité, se livrent chaque jour à de nouveaux attentats contre l’Église. En somme, les lois de laïcité se sont multipliées au point de réduire chaque jour davantage la reconnaissance du domaine divin sur nous et le champ de nos droits et de nos libertés. Ces pensées frapperont singulièrement quiconque se rappellera la série des lois dont nous sommes les victimes, quiconque invoquera le témoignage de l'Histoire pendant le dernier demi-siècle. »

De fait, la seule tactique envisageable pour les cardinaux et archevêques de France est la suivante : 

« C'est pourquoi la majorité des catholiques vraiment attachés à leur foi demande qu'on adopte une attitude plus militante et plus énergique. Elle demande que, sur tous les terrains, dans toutes les régions du pays, on déclare ouvertement et unanimement la guerre au laïcisme et à ses principes jusqu'à l'abolition des lois iniques qui en émanent ; que, pour réussir, on se serve de toutes les armes légitimes. […]
La vérité est que les catholiques devront toujours combattre le laïcisme, quel que soit le régime - régime monarchique ou républicain - qui l'aura mis en vigueur. […]
À moins de circonstances particulières, les catholiques sont tenus de servir loyalement les gouvernements de fait aussi longtemps que ceux-ci travaillent au bien temporel et spirituel de leurs sujets ; il ne leur est pas permis de prêter leur concours aux mesures injustes ou impies que prennent les gouvernements ; ils sont obligés de se rappeler que la politique, étant une partie de la morale, est soumise, comme la morale, à la raison, à la religion, à Dieu. »

La Déclaration s'achève sur l'exposé des actions préconisées. Ces actions sont de trois ordres : action sur l'opinion (par le biais de manifestations), action sur les législateurs (par des pétitions et des consignes de votes) et action sur le gouvernement,. Pour les auteurs, ces actions ont une chance de réussir grâce à la mobilisation des catholiques :

« Nous disposons de troupes dont le nombre et le courage égalent au moins le nombre et le courage des autres groupements, car une multitude de chrétiens, à compter seulement ceux qui sont fervents et agissants, sont impatients d'engager la lutte. 
Nos cadres : paroisses, diocèses, provinces ecclésiastiques, sont préparés. […] Jamais peut-être, depuis cinquante ans, l'heure n'a parue aussi propice. A la laisser passer, sans en profiter, il semble bien que nous trahirions la Providence. »

## Conséquences

### Légitimation de l'opposition catholique

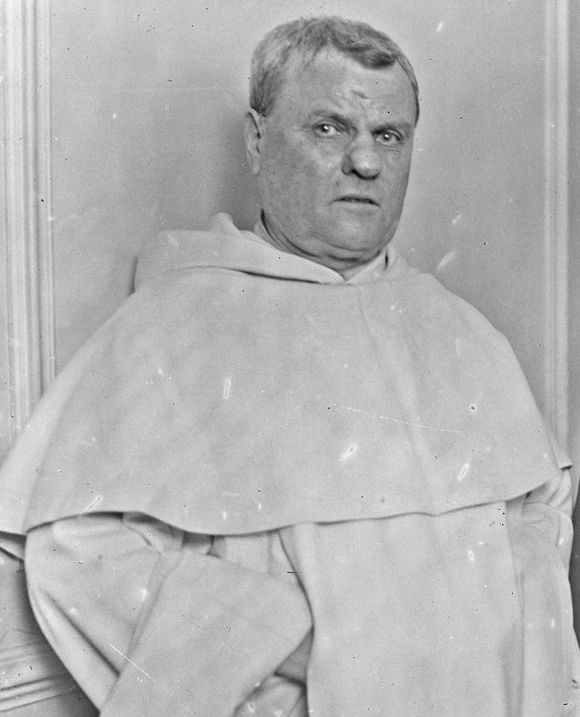
Le père Marie-Albert Janvier, vice-président de la Fédération nationale catholique en qualité de représentant de l'Assemblée des cardinaux et archevêques de France.

Tout d'abord, la Déclaration légitime l'action de défense religieuse menées par la Fédération nationale catholique et la Ligue des Droits du religieux ancien combattant par la hiérarchie catholique. Ces associations continuent de manifester et d'effectuer des démonstrations de force après la publication du document. Ces actions ne permettront pas l'abrogation des lois laïques déjà en place, mais maintiendront une pression constante sur le Cartel des gauches pour empêcher que ses projets plus extrêmes ne soient menés à bien.
Enfin, la Déclaration déçoit fortement les catholiques libéraux, assimilés par les cardinaux et archevêques de France à des « hommes qui, oscillant perpétuellement entre le laïcisme et le catholicisme, sont prêts à toutes les concessions pour gagner des voix à droite et à gauche ». L'abbé Lemire, député et représentant des catholiques libéraux à la Chambre, adresse notamment des protestations à la hiérarchie catholique.
Le pape Pie XI partage l'avis de l'Assemblée des cardinaux et archevêques de France, comme il l'a spécifié en janvier 1924 dans Maximam gravissimamque et comme il le montrera à nouveau en décembre 1929 dans son encyclique Divini illius Magistri où il condamne l'école laïque : 

« Est donc faux tout naturalisme pédagogique qui, de quelque façon que ce soit, exclut ou tend à amoindrir l'action surnaturelle du christianisme dans la formation de la jeunesse ; erronée toute méthode d'éducation qui se base, en tout ou en partie, sur la négation ou l'oubli du péché originel ou du rôle de la grâce, pour ne s'appuyer que sur les seules forces de la nature. »

Le souverain pontife appuie également les initiatives de la Fédération nationale catholique en qui il voit « le modèle même de l'action catholique ». Néanmoins, il semble que Pie XI ait déploré la forme provocatrice prise par la Déclaration sur les lois dites de laïcité.

### Soutien implicite à l'Action française?
Le texte, non content de s'opposer aux menées du Cartel des gauches, rejette également la totalité de l'héritage de laïcité de la République. Cette intransigeance a été vue par certains contemporains comme un soutien apporté aux thèses de la Ligue d'Action française. C'est notamment l'avis du communiste Ludovic-Oscar Frossard qui voit en lui la victoire de l'Action française, propos que nuance le journal La Croix : 

« La vérité est à la fois plus simple et plus compliquée ; la déclaration est une victoire du bon sens, mais n'est-ce pas l'Action Française qui, depuis vingt-cinq ans, maintient contre tous les positions du bon sens ? »

Autre indice d'un rapprochement, dans la préface de la brochure Cinquante années de laïcité de l'abbé Bourceret, publiée par la Maison de la bonne presse pour soutenir l'action de l'Assemblée des cardinaux et archevêques de France, le cardinal Dubois, l'un des auteurs de la Déclaration et pourtant opposant notoire du nationalisme intégral, s'exprime en les termes suivants : « Puissent ces souvenirs des temps "où les français ne s'aimaient pas" aider à refaire notre chère France, unie et pacifiée, dans le respect des droits et de la liberté religieuse », faisant explicitement référence à l'ouvrage de Charles Maurras, Quand les Français ne s'aimaient pas. 

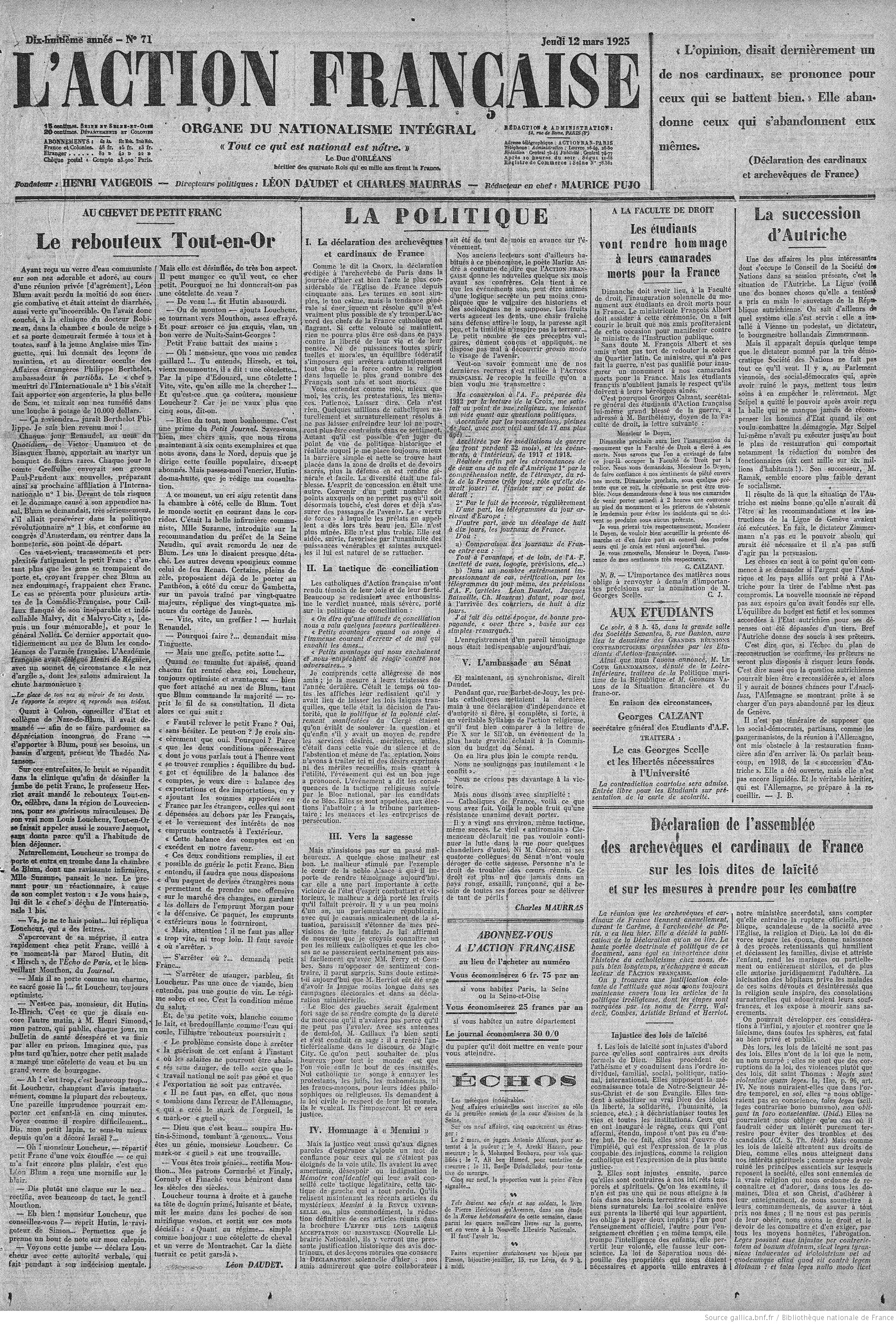
Première page de L'Action française du 12 mars 1925.

Les principaux intéressés, quant à eux, publient dans L'Action française du 12 mars 1925 la Déclaration dans son intégralité, assortie du commentaire suivant : 

« La réunion que les cardinaux et archevêques de France tiennent annuellement pendant le carême a eu lieu hier. Elle a décidé la publication de la Déclaration qu'on va lire. La haute portée doctrinale et politique de ce document, sans égal en importance dans l'histoire du catholicisme chez nous, depuis bien longtemps, n'échappera à aucun lecteur de l'Action Française. On y trouvera une justification éclatante de l'attitude que nous avons toujours maintenue envers tous les articles de la politique irréligieuse, dont les étapes sont marquées par les noms de Ferry, Waldeck, Combes, Aristide Briand et Herriot. »

Le quotidien fait aussi sienne une des phrases de la Déclaration en la portant en manchette : « L'opinion se prononce pour ceux qui se battent bien. Elle abandonne ceux qui s'abandonnent eux-mêmes. »
Pour autant, il faut noter que les cardinaux et archevêques de France ne rejoignent pas l'Action française dans son opposition complète à la République comme régime politique. De plus, ce rapprochement notable avec la hiérarchie catholique sera balayé par la condamnation du mouvement maurrassien par Pie XI en décembre 1926.

## Débats à la Chambre des députés
La publication de la Déclaration sur les lois dites de laïcité entraîne des débats houleux à la Chambre des députés. En effet, le 19 mars 1925, le député radical Pierre Cazals interpelle le cabinet Herriot sur « l'attitude que compte prendre le Gouvernement en présence des attaques dirigées par les évêques [sic] de France contre les institutions laïques et scolaires de la République, contre la notion même de la loi et contre les principes sur lesquels se fondent les sociétés modernes », ce qui déclenche une discussion enflammée. 

### Interpellation par Pierre Cazals
Dans le discours qu'il prononce pour justifier son interprétation, Cazals, se posant en porte-parole du Cartel des gauches, critique la démarche de la hiérarchie catholique française et réaffirme son attachement aux lois laïques : 

« Il importe que, dans le pays, on sache bien que la grande majorité de cette Assemblée ne renonce pas aux conquêtes de la liberté et à la Déclaration dés droits de l'homme. […] Avant cette lettre, personne ne songeait à inquiéter qui que ce soit pour ses opinions. Pourquoi y songe-t-on maintenant ? C'est uniquement parce qu'on nous a obligés à y penser en mettant en question la liberté de conscience, le respect des consciences. Ah ! messieurs, nous arrivons trop tard après des siècles qui ont trop pensé pour ne pas nous arrêter au seuil d'une croyance unique. »

Ce à quoi Édouard Soulier, Henri Auriol et Henri Laniel font remarquer que c'est le Cartel qui relancé le combat contre les catholiques et non l'inverse. Après de multiples interruptions venant de la droite et du centre, le député radical poursuit le développement de son interpellation en défendant l'école laïque :

« M. Pierre Cazals : Il ne peut pas y avoir unité absolue de doctrine dans un pays comme le nôtre. […] Ainsi nous en arrivons à accepter l'école laïque, qui est neutre, mais non pas indifférente. […]  Alors, je m'indigne quand je lis que l'école laïque est injuste. […] Injuste, elle qui ne gêne ni parents ni maîtres, et qui enseigne les obligations même les plus difficiles, comme celle qui a imposé le plus grand sacrifice, le sacrifice du bonheur et de la vie, à la jeunesse a succombé sur les champs de bataille ! […] On a vu les maîtres et les élèves rivaliser d'héroïsme. Les maîtres, sans doute donnaient l'exemple ; mais à leur tour, quelquefois, les élèves montraient à leurs maîtres comment on meurt à vingt ans pour grand idéal, pour la patrie française. (Applaudissements à gauche)
M. le comte de Kervanoel : Les maîtres et les élèves de l'enseignement privé l'ont fait comme ceux de l'enseignement public. Vous n'avez pas le monopole du patriotisme et du dévouement. […] Tous les enfants de France ont fait leur devoir. »

Après avoir glorifié le patriotisme de l'école laïque, Cazals relance l'offensive des radicaux sur les départements d'Alsace-Moselle, le régime dérogatoire de ces derniers étant vigoureusement défendu par a droite et le centre :

« M. Cazals : En 1871, quand l'Alsace a été arrachée à la mère patrie, quels sont ceux qui ont signé l'admirable protestation qui est une belle page de notre histoire ? C'est Victor Hugo, c'est Gambetta, c'est Edgar Quinet, c'est le maire de Strasbourg, tous républicains. (Applaudissements à gauche et à l'extrême gauche.) 
M. Taittinger : C'est toute la France. Ce n'était pas une manifestation de parti. 
[…]
M. Cazals : Qui a reconquis cette Alsace, messieurs ? C'est la République ! (Applaudissements à gauche et à l'extrême gauche.) 
M. Outrey : C'est la France ! (Vifs applaudissements au centre et à droite.)
M. Biré :  C'est l'église catholique qui a maintenu le sentiment français en Alsace et en Lorraine. 
[…]
M. Cazals : On ne peut que regretter que l'Alsace ait un peu oublié le grand libéralisme de ceux qui avaient protesté avec tant d'éloquence. (Interruptions à droite et au centre.) 
M. Poitou-Duplessy : Vous n'avez pas de leçon à donner à l'Alsace et à la Lorraine. Elles sont assez grandes pour savoir ce qu'elles doivent faire, elles ont souffert pendant plus de quarante ans de leur séparation d'avec la mère patrie. (Applaudissements à droite et au centre.) 
M. Bouteille : Ce sont les loges maçonniques qui parlent. 
M. Cazals : Je répète que j'ai le plus grand respect pour toutes les opinions. Par conséquent, je respecte profondément les catholiques alsaciens. Mais, ayant entendu les paroles magnifiques de Gambetta, je regrette que l'Alsace ait un peu évolué. (Interruptions à droite.) »

Pierre Cazals conclut son discours en déniant à l'Assemblée des cardinaux et archevêques de France le droit d'influer sur le domaine politique et le domaine législatif : 

« Ce qui est plus étrange encore, ce qui a le plus indigné notre esprit habitué à la liberté depuis 1789, qui est cependant une date dans notre histoire, c'est la déclaration de MM. les cardinaux, d'après laquelle la politique doit être soumise à la religion. Nous voilà ramenés au moyen âge. (Applaudissements à gauche et à l'extrême gauche) […] La loi est l'expression de la sagesse des hommes, la loi essaie de faire régner dans la société l'ordre, dans la mesure du possible. La loi, c'est cela ; ce n'est pas autre chose. Eh bien, c'est la loi qui est condamnée par MM. les cardinaux, et c'est elle qu'ils voudraient rendre dépendante de la religion. […] Selon la doctrine outrancière de MM. les cardinaux, il faudrait, se ranger sous une opinion autoritaire et inflexible. Ce n'est pas possible, ce n'est plus possible. Nous sommes habitués aux mœurs de la liberté. (A droite : "La liberté maçonnique !") […] Je répète que je suis convaincu que la grande majorité de cette Assemblée voudra consacrer par son vote l'intangibilité de ces lois attaquées par MM. les cardinaux. »

Son discours aura été ponctué d'interruptions de la part de la droite et du centre, les députés impliqués allant de la droite monarchiste non inscrite jusqu'à la Gauche républicaine et démocratique, en passant par l'Union républicaine démocratique, si bien que Paul Painlevé, le président de la Chambre, déclarera : « Jamais discours n'a été aussi fréquemment interrompu ».

### Réponses des députés catholiques
Le premier orateur catholique à répondre à Pierre Cazals est Léon Bérard, député du parti centriste de l'Alliance démocratique. Fidèle à son habitude de modération, il se dit attaché à la laïcité française, déplore l'intransigeance des cardinaux et archevêques de France, mais blâme la politique du Cartel des gauches qui relance l'agitation religieuse en France et contribue à radicaliser la hiérarchie catholique, notamment par la rupture des relations entre la France et le Saint-Siège. Tout en faisant l'apologie de la neutralité à l'école, il accuse la gauche de faire preuve d'hostilité au catholicisme sous couvert de laïcité. Il souligne également que les fonctionnaires, dans un passé proche, ont également appelé à violer les lois de République en faisant grève, ce qui n'a pas valu au gouvernement une interpellation, prouvant par là l'indignation sélective du Cartel des gauches.  
Au cours de son discours, Léon Bérard refuse également de voter l'ordre du jour de Pierre Cazals, préférant défendre l'ordre du jour déposé par son groupe parlementaire et qui promet « de sauvegarder les lois laïques de la République et d'en assurer l'application libérale » : 

« Le groupe central de la majorité ne pouvait pas trouver aujourd'hui un meilleur interprète, l'interprétation étant l'art traduire fidèlement les sentiments de celui au nom de qui l'on parle, en les dépouillant, au besoin, de leur rudesse et de leur vivacité spontanée. (Applaudissements et rires au centre et à droite.) […] Une fois de plus, la République laïque va solennellement compter les siens. Moi qui suis un vieux parlementaire, j'ai déjà assisté plusieurs fois à de pareils jugements, dont aucun n'a été jusqu'à présent le jugement dernier. (On rit.) […] Nous avons déposé un ordre du jour. C'est celui-là que nous voterons, car nous pensons qu'il sera sans doute le seul à traduire notre sentiment. (Interruptions à l'extrême-gauche.) Nous vous demandons de faire sans vous notre salut laïque. »

Interrompu à de multiples reprises par les anticléricaux siégeant à l'extrême gauche, il parvient néanmoins à finir son discours sur les exhortations suivantes :  

« Alors que notre pays se trouve engagé dans tant de graves débats où sa cause se confond avec celle de la justice, gardons-nous de tout ce qui pourrait compromettre l'union de ses enfants. Gardons-nous-en — ce sont mes derniers mots — comme nous nous garderions de toute chose qui nous semblerait absurde devant la raison et criminelle devant la patrie. (Vifs applaudissements à droite et au centre.) »

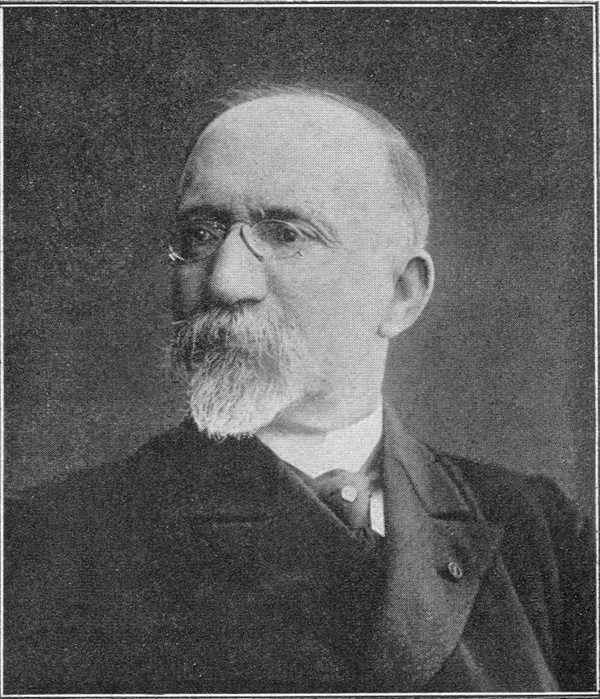
Constant Groussau, député du Nord et vice-président de la Fédération nationale catholique.

Le député non inscrit Henri-Constant Groussau, connu pour avoir été le consultant juridique de nombreux prélats français, lui succède à la tribune. Après avoir déploré l’ambiguïté de Léon Bérard, il se fait le défenseur de la supériorité de la loi naturelle sur la loi positive :  

« Alors que nous sommes sous le régime de la souveraineté nationale et de la loi du nombre, comment voulez-vous que la majorité d'aujourd'hui ne puisse pas défaire et refaire ce qu'a fait la majorité d'hier, et la majorité de demain, ce que la majorité d'aujourd'hui a pu instituer (Applaudissements à droite, au centre et sur divers bancs à l'extrême gauche.) Les lois intangibles, ce ne sont pas les lois positives, ce sont les lois naturelles, établies par le créateur, gravées dans notre conscience par Dieu. Personne, je l'espère, ne contestera ce point. […]
Quand des catholiques refusent d'admettre que l’État est la source de tous les droits et de tous les devoirs, quand les archevêques et les cardinaux, reproduisant la doctrine éternelle de l'Eglise, déclarent qu'il vaut mieux obéir à Dieu qu'aux hommes, ils ne sont pas des rebelles envers l'Etat et la société moderne, ils sont, je ne crains pas de le dire, les défenseurs du droit naturel et de la liberté. (Applaudissements à droite et au centre.) »

Prenant un exemple pour étayer sa position, il fustige l'expulsion des congrégations : 

« Messieurs, connaissez-vous une histoire plus navrante que celle de la loi de 1904 ? Si je n'abuse pas de vos instants (Parlez ! parlez !), elle vaut d'être rappelée. En 1901, vous le savez, on a fait la loi sur les associations. La première partie de la loi donne la liberté aux associations, la seconde partie la refuse aux congrégations. Pour pallier en quelque sorte cette inégalité choquante, sur laquelle je ne veux pas m'étendre, qu'il suffit d'indiquer, on a dit : "Sans doute, nous soumettons les congrégations à l'obligation de l'autorisation, mais qu'elles la demandent, on l'accordera, quand cela sera raisonnable et alors, il y aura pleine sécurité pour les congrégations autorisées." Or, toutes les congrégations sans exception, qui ont demandé l'autorisation se la sont vu refuser et, en 1903, le Gouvernement a demandé la suppression des congrégations autorisées à titre de congrégations enseignantes. Dans l'exposé des motifs du projet de loi déposé à cet effet, il y a une phrase vraiment inouïe. On se demande comment un Gouvernement a pu écrire ce que je vais vous lire : "Au moment de la promulgation de la loi du 1er juillet 1901, le nombre des établissements congréganistes fonctionnant, en fait, sans autorisation, était considérable. Le grand service rendu par cette loi de 1901 a été précisément d'obliger tous ces établissements à se révéler et de permettre leur suppression." (Exclamations à droite et sur divers bancs au centre.) Et c'est ainsi qu'on a pu les dépouiller de leurs biens. […]
Elles n'étaient pas bonnes avant la guerre, ces lois d'exception, ces lois que les juristes appellent des lois de combat, des lois qui sont la honte de la législation française. Mais, depuis la guerre, il ne peut plus être question de lois d'exception. Il faudra véritablement, si vous avez le sentiment de la justice, que vous rendiez aux catholiques exactement ce à quoi ils ont droit. »

Enfin, il confirme auprès du député franc-maçon Frédéric Brunet que « La lutte engagée entre le catholicisme et la franc-maçonnerie est une lutte à mort, sans trêve ni merci » et que des professions de foi telles que  « N'hésitons plus à faire la guerre à toutes les religions. Travaillons, tissons de nos mains alertes et agiles le suaire qui ensevelira un jour toutes les religions » sont conformes à la réalité de leur doctrine. Pour Groussau, l'influence de la franc-maçonnerie sur la République est la preuve que cette dernière est anti-catholique.
Le député non inscrit Armand de Baudry d'Asson prend la suite de Groussau et se fait le porte-parole des députés catholiques de Vendée : 

« Nous n'avons pas, messieurs, à justifier nos cardinaux et nos archevêques devant vous. Le texte de leur déclaration se suffit à lui-même. […] Mais, nous tenons à le dire hautement, l'abrogation des lois de laïcité, nous la voulons comme eux, l'abrogation, et non plus l'application libérale un jour, sectaire le lendemain, qui laisse subsister le principe et la malfaisance essentielle. 
Cela posé, je me bornerai à répondre à trois fausses allégations qui me semblent, au surplus, résumer tout le débat.
On nous a accusés, d'abord, notamment en Vendée, d'avoir déclaré la guerre religieuse. Ce n'est pas vrai ! (Interruptions à gauche et à l'extrême-gauche.) […] Remarquez bien deux choses, messieurs du Gouvernement : la provocation est toujours venue de votre côté, mais la provocation n'est jamais restée sans riposte. (Applaudissements à droite.) […]
Je tiens, en second lieu, à saisir l'occasion d'affirmer que l'accusation de travailler, en tant que catholiques, à renverser la République est une erreur profonde, j'ose dire une calomnie. […]
Troisièmement, enfin, les cardinaux et les archevêques viennent de démontrer que les lois laïques étaient, comme vient de le déclarer M. Groussau, un attentat à Dieu lui-même. […] Mais ne voulant pas faire ici de théologie, comme certains d'entre vous, messieurs de la majorité, semblent si enclins à le faire, et pour répudier ces lois de la laïcité, je vais me placer sur un autre terrain, sur celui où devraient se donner rendez-vous, un rendez-vous loyal, tous les honnêtes gens de France […] : sur le terrain de la liberté égale pour tous dans le droit commun. […] Si ces lois consistent à nous priver de nos libertés mêmes, comment voulez-vous que nous ne prenions pas pour dérision votre appel au respect de la loi et de la liberté, alors que l'une, d'avance, empêche l'usage de l'autre ? (Applaudissements à droite.) Nierez-vous que les catholiques ne jouissent pas de l'égalité réelle avec les autres citoyens ? Tandis que tout le monde peut se syndiquer ou s'associer, […] pourquoi ce droit est-il refusé aux congréganistes ? Tandis que tout le monde peut enseigner, les religieux sont exclus de toutes les écoles. […]
Ce peuple dont j'ai le grand honneur de représenter ici une noble phalange, vivait en paix, au point de vue religieux, monsieur Herriot, avant votre arrivée au pouvoir. Vous êtes seul responsable de lui avoir rappelé la charte de votre régime, cette Déclaration des droits de l'homme et du citoyen, que nous désapprouvons sur tant de points mais qui nous répète opportunément aujourd'hui que « contre la tyrannie, c'est-à-dire contre les lois injustes, l'insurrection est le plus sacré des devoirs. » (Applaudissements à droite. — Exclamations à l'extrême gauche et à gauche.) Mais oui, nous saurons nous y référer quelquefois à cette déclaration, tandis que vous, quand elle vous gêne, vous vous empressez de ne la plus connaître. 
Nos cardinaux ne sont pas allés si loin que vos grands ancêtres, hommes de la Révolution, mais vous ne pouvez pas vous étonner qu'ils aient substitué le discernement de la raison au fétichisme de la légalité. Ils savent que le droit est au-dessus de la loi. Lui seul est intangible au nom de Dieu qui l'a créé et de la nature des chose qui le réalise (Applaudissements à droite. — Exclamations à l'extrême gauche et à gauche), en dépit de vos lois passagères qui seront poussière demain dans notre France renaissante en face de l’Église immortelle. (Très bien ! très bien ! à droite.) […]
Mes chers collègues de l'Ouest, le Concordat, n'est-il pas vrai, est né en 1801 de la résistance invincible de la Vendée militaire. (Applaudissements à droite.) La paix des âmes et l'union de tous les citoyens, si nécessaire à la grandeur de la patrie, c'est, aujourd'hui encore, notre résistance légitime qui saura les reconquérir. (Applaudissements à droite.) »

Jean Le Cour-Grandmaison, qui siège à droite avec Armand de Baudry d'Asson et Henri-Constant Groussau, est le dernier orateur catholique à commenter l'interpellation. Il commence par brosser un tableau du débat en cours, résumé qui est applaudi régulièrement par la gauche :  

« Nous assistons, depuis quelques mois, à un spectacle quelque peu déconcertant. Nous voyons le Gouvernement, qui proteste de sa bonne volonté et de son respect à l'égard du catholicisme, reprocher aux catholiques de comploter contre la République ; et nous entendons les catholiques, qui se déferaient de toute arrière-pensée politique, et dont, au surplus, un certain nombre sont sincèrement attachés du régime, dire que le Gouvernement menace leurs libertés religieuses. Nous retombons ainsi dans ce cercle vicieux d'où la guerre seule avait eu la vertu de nous faire sortir en imposant aux différents partis une trêve, aujourd'hui rompue, —je le regrette, pour ma part — mais qu'il n'est peut-être au pouvoir de personne de prolonger. Ce qui me suggère ce doute, c'est une phrase de Jules Ferry, que je vous demande la permission de vous rappeler: - « Au fond, disait-il, la doctrine républicaine et la doctrine catholique sont philosophiquement irréductibles. » […] Je me crois autorisé à conclure qu'un pur républicain, un vrai républicain, c'est celui qui, comme M. le président du conseil l'a fait dans sa déclaration ministérielle du mois de juin dernier, place l'idéal laïque au premier plan de ses préoccupations. Aussi bien, messieurs, dans la pratique de la vie courante, à quoi mesure-t-on le républicanisme d'un homme, sinon à son attachement à l'idée de laïcité, aux lois de laïcité et au dogme de leur intangibilité ! […] Cela paraît surprenant à quelques esprits qui pensent que la marque du républicanisme c'est l'attachement à une forme politique, à une doctrine sociale, voire à un système économique. Mais, messieurs, ceux-là oublient la remarque de Pascal : "Au fond de toute politique, il y a une métaphysique". Et je ne m'étonne pas, quant à moi, que l'autre jour, à Castres, M. le président du Conseil, répondant à cette déclaration où les cardinaux attaquent l'idée de laïcité, ait invité les républicains à s'unir pour défendre non pas un principe abstrait, mais la République elle-même, incarnation vivante de la laïcité. (Très bien ! très bien ! à l'extrême-gauche et à gauche.) […] Affranchir la société civile de toute tutelle et même de toute préoccupation religieuse, voilà donc l'objectif que vous poursuivez, après ces grands républicains dont je rappelais tout à l'heure les noms, et sous l'égide desquels M. le président du conseil s'abritait lui-même dans le discours qu'il prononçait, en 1920, pour combattre, au nom de l'idée laïque, le rétablissement de l'ambassade auprès du Vatican. […] »

Pour autant, il refuse de souscrire à l'analyse des défenseurs de la laïcité. Pour lui, la religion catholique est la base de la société française, et déchristianiser revient à jeter à bas l'édifice entier et à se condamner à la Révolution perpétuelle :

« C'est ici qu'apparaît dans toute son étendue l'abîme qui nous sépare. Laïciser l’État, déchristianiser l'armature sociale, cela vous paraît un progrès, le Progrès. Nous y voyons, nous, la plus aveugle, la plus brutale des régressions. […] Le bonheur des peuples, pas plus que celui des individus, ne dépend pas de la puissance des moyens matériels dont ils disposent. Le bonheur des peuples, c'est dans le cœur de l'homme qu'il réside, et ce cœur n'a pas changé depuis les jours lointains de Confucius, de Moïse ou d'Homère. Aujourd'hui, comme au temps de Platon, ce cœur est assoiffé de beauté, de justice et d'amour, et la vie ne lui offre le plus souvent qu'injustice, que deuil et que misère. Voilà le grand, l'éternel problème, et celui qui ne l'a pas résolu ne peut pas grand chose pour le bonheur de ses frères.(Applaudissements à droite.) Je connais votre réponse. Vous rendez volontiers hommage au rôle bienfaisant du christianisme dans le passé. Mais, dites-vous, c'est une doctrine qui a fait son temps. Cet arbre magnifique, qui a abrité et nourri tant de générations, n'est plus aujourd'hui qu'une souche desséchée obstruant le chemin de l'avenir. A des temps nouveaux, il faut une foi nouvelle, la foi laïque. Mais s'il est vrai — et qui donc pourrait le contester ? — que notre civilisation repose sur le christianisme, quand vous laïcisez la société, c'est la base même de notre civilisation que vous ébranlez et je ne pense pas que l'édifice reste longtemps debout, le jour où vous auriez réussi à ruiner complètement les fondations. (Applaudissements à droite.) Vous dites, il est vrai, qu'à cet édifice vieilli vous en substituez un autre, celui dont le dix-huitième siècle a défini le plan et tracé les grandes lignes, dans lequel c'est l'homme qui devient à lui-même son principe et sa fin. Et comme il faut fournir une règle à sa conscience et un dérivatif aux aspirations de son cœur, vous lui prêchez la religion vague et confuse de la Raison ou de l'Humanité. […]
Voilà bientôt un siècle et demi que, pour émanciper le travail, on a fait table rase de l’organisation traditionnelle. Et que de deuils, que de misères, que de larmes, que de sang même a coûtés aux travailleurs l'avènement de ce libéralisme économique qui, en plein dix-neuvième siècle, a fait peser sur eux un joug plus inhumain peut-être que celui de l'esclavage antique ! (Applaudissements à droite.— Interruptions à l'extrême-gauche.) Les travailleurs avaient leur place dans la société d'autrefois. (Exclamations à l'extrême-gauche.) Ils ne l'ont pas encore retrouvée dans le vôtre et c'est une des causes les plus certaines de ce profond malaise qu'éprouvent les nations modernes. La réaction de l'instinct, les a poussés à s'associer pour reconstituer une pâle contrefaçon de ces corps professionnels dont la chute avait été saluée en 1789 comme une délivrance. Il est vrai que vous avez laïcisé les syndicats, et qu'à la vieille devise chrétienne: "Aimez-vous les uns les autres" vous avez substitué le mot d'ordre nouveau "Guerre de classes". Je ne trouve pas, pour ma part, que ce soit un progrès. (Applaudissements à droite. - Interruptions à l'extrême-gauche.) […]
Sont-ce donc là, messieurs, les signes avant-coureurs de cette aurore dont vous aimez à saluer dans vos discours les premiers feux ? S'il en est ainsi, c'est donc l'aurore sanglante d'un jour de tempête, qui fera crouler cet édifice de notre vieille civilisation dont vos mains téméraires et ingrates' travaillent à saper la fondation pendant qu'il vous abrite encore sous ses voûtes séculaires. (Applaudissements à droite.) Cette civilisation, je le répète, repose sur le christianisme ; sa pierre angulaire est le Christ, il faut accepter le principe ou renoncer au bénéfice des conséquences. (Applaudissements à droite. - Interruptions à gauche et à l'extrême-gauche.) […] L’Église ou la Révolution, voilà le dilemme, et Jaurès est, sur ce point, d'accord avec les papes, il n'y a pas d'autre alternative, et la vieille formule: "Ni réaction, ni révolution" est plus que jamais vide de sens. […] C'est parce que nous pensons que rien ne peut remplacer Dieu dans le système de la vie sociale, que ni comme catholiques, ni comme Français, nous ne pouvons accepter le principe de la laïcité. »

### Discours du président du Conseil
Les débats parlementaires reprennent le lendemain, c'est-à-dire le 20 mars 1925, avec la réponse que le gouvernement fait à l'interpellation Pierre Cazals. Tout naturellement, c'est le président du Conseil Édouard Herriot qui se charge de préciser la position de son gouvernement. Après avoir répondu à Léon Bérard sur la question de la grève des fonctionnaires, il aborde le problème de l'ambassade de France près le Saint-Siège : 

« M. le président du conseil : Nous nous sommes prononcés pour la suppression de l'ambassade. Mais, voyons, mon cher collègue, raisonnons. Vous dites que c'est notre décision qui a provoqué la rupture de l'équilibre sur lequel jusque-là nous avions vécu et qui a amené la fin de cette harmonie morale que vous ne souhaitez pas plus ardemment que moi pour la France. Mais, pendant la guerre, nous n'avions pas d'ambassade au Vatican et nous avions une admirable unité (Exclamations à droite.)
M. Ybarnégaray : Il y avait la guerre. Cela suffisait !
M. le président du conseil : […] Le problème de la représentation de la France au Vatican est un problème d'ordre politique, de politique extérieure ou de politique intérieure ; mais nul n'est fondé à dire que ce soit un problème qui engage les convictions personnelles, la religion, le dogme et la foi. (Vifs applaudissements à l'extrême-gauche et à gauche.)
M. Ybarnégaray : Ce n'en est pas moins une offense à l'égard des catholiques. »

Il passe ensuite à l'examen de la Déclaration, qu'il accuse d'avoir été inspirée par le séminaire français de Rome, dominé par les catholiques intransigeants : 

« M. le président du conseil : La déclaration des cardinaux et des archevêques n'est pas une manifestation improvisée, ce n'est pas un document qu'une erreur d'un moment aurait pu conseiller d'écrire à tel ou tel prélat ou à tel ou tel ecclésiastique ce jour-la un peu irrité. Non. Je vais vous montrer que c'est la conclusion de toute une campagne et l'application de toute une doctrine. (Applaudissements à gauche et à l'extrême gauche.) Tout d'abord, si dans les débats, à certaines heures très vifs, qui se sont institués ici, sur la question du Vatican en particulier, nos doctrines se sont affrontées avec vigueur, j'ai conscience de n'avoir jamais prononcé un seul mot qui pût paraître blessant pour l'autorité pontificale ou pour ses représentants. En a-t-il été de même d'autre part ? Je ne voudrais pas apporter, ici plusieurs documents, je n'en voudrais citer qu'un: le discours prononcé par le pape, le 10 février 1925, d'après l'Osservatore Romano. Dans ce discours, le pape appréciait la politique de notre Gouvernement. Il la qualifiait. Dans une mesure, c'est son droit. Il la combattait. Je ne m'en plains pas. Mais en la combattant ou en la critiquant, il la jugeait en des termes contre lesquels j'entends élever ici une protestation solennelle. « Cela- disait-il — n'est pas juste, cela n'est pas généreux, cela n'est pas français. » (Exclamations à gauche et à l'extrême gauche.) J'entends, comme chef du Gouvernement français, demeurer juge de ce qui s'accorde avec le sentiment national et ne m'en rapporter à personne en dehors du pays. (Applaudissements à gauche et à l'extrême gauche.) 
M. de Baudry d'Asson : Ce qui n'est pas juste n'est jamais français. Cette appréciation est à l'honneur de la France. Ce n'est pas une insulte.
M. le président du conseil : Allons plus loin. Cette doctrine, que vous allez voir s'affirmer tout à l'heure dans la déclaration des cardinaux lorsque nous l'analyserons, d'où vient-elle ? Elle vient en droite ligne de ce séminaire français de Rome, dont j'ai eu déjà l'occasion de parler. […]  Ce qu'il y a de grave et ce qui vous explique pour partie la déclaration des cardinaux et des archevêques, c'est que c'est désormais dans ce séminaire que se recrute l'épiscopat français. »

Après avoir dénoncé ce qu'il considère comme un noyautage de l'épiscopat par les intégristes, Édouard Herriot s'efforce de réfuter la Déclaration point par point : 

« M. le président du conseil : Voici une autre phrase de la déclaration. Je vous la lis sans en changer un mot: "La laïcisation des hôpitaux prive les malades de ces soins dévoués et désintéressés que la religion seule inspire." […] Je proteste avec indignation contre les injures dirigées implicitement contre notre admirable personnel hospitalier (Applaudissements à gauche et à l'extrême-gauche), contre ces femmes, comme il y en a tant dans le martyrologe de l'assistance publique qui, souvent mères de famille, ont, en temps d'épidémie, sacrifié leurs propres enfants à leur devoir envers les malades. 
Je passe sur les attaques dirigées contre certaines lois de la République, comme la loi du divorce, et je ne veux pas me demander si l’Église, par ses annulations, n'a pas quelquefois accordé à certains riches des complaisances qu'elle refusait à d'autres. (Applaudissements à gauche, à l'extrême gauche et sur divers bancs au centre. — Interruptions à droite.) […]
Mais je viens à l'essentiel, à ces déclarations sur le laïcisme et en particulier sur l'école qui sont le centre de résistance du document cardinalice et archiépiscopal. […] C'est que, messieurs, nous sommes maintenant dans le vif de la contestation. Il s'agit bien de cette doctrine du laïcisme qui, après avoir tant lutté avant de s'affirmer, s'affronte aujourd'hui à la doctrine persistante de la suprématie de l'Eglise sur le pouvoir politique. Ici, je voudrais répondre à l'un de mes collègues de l'extrême droite qui, hier, à la tribune nous a tous intéressés, et même, à certains moments, émus, parce que les incroyants que nous sommes peut-être savent respecter une foi sincère quand elle s'alimente, à ces deux sources qui sont hautes, l'une et l'autre : la source du patriotisme et la source de la vraie religion. (Très bien ! très bien !) Vous disiez hier, mon cher collègue, que le laïcisme avait le tort de méconnaître le rôle historique du catholicisme et du christianisme, ce rôle que vous tentiez de définir en quelques traits. Eh bien ! non, ce n'est pas exact : le laïcisme dont nous nous réclamons et que je vais tenter de définir ne nie pas la collaboration que le christianisme a fournie, en certaines heures, à l'histoire de l'humanité, surtout lorsqu'il se présentait dans ses formes primitives, dans ses formes pures, dans ses formes agrestes, si j'ose ainsi dire, lorsqu'il était non pas le christianisme des banquiers, mais le christianisme des catacombes. (Vifs applaudissements à gauche et à l'extrême gauche. — Vives protestations et réclamations à droite et au centre.) 
M. Missoffe : Voilà ce que vous appelez des paroles de tolérance !
M. Muller : Vous nous insultez ! C'est intolérable ! »

En raison de l'émoi provoqué, la séance doit être suspendue quarante minutes, et lorsqu'elle reprend, Herriot maintient ses propos. Les députés catholiques, scandalisés, multiplient les protestations ; Henri de La Ferronnays et Armand de Baudry d'Asson interrompent avec vigueur le Président du Conseil aux cris de « Rétractez vos injures ! ». À la septième reprise, le président de la Chambre demande que le marquis de La Ferronays soit exclu temporairement de la Chambre. Dans sa défense précédant le vote, de la Ferronnays précise :

« M. de la Ferronnays : La censure avec exclusion temporaire que vous allez m'appliquer aura du moins permis de souligner l'inconvenance, plus que l'inconvenance, la grossièreté sans nom de Monsieur le Président du Conseil… (Vifs applaudissement à droite et sur divers bancs au centre, interruptions à gauche et à l'extrême-gauche). 
M. le président : Monsieur de la Ferronnays, vous aggravez vos paroles. La liberté de la tribune ne tolère pas un tel langage.
M. de la Ferronnays : … car enfin, ce n'est pas Monsieur Herriot qui a parlé, c'est le président du conseil français, et quand demain, on saura qu'il a insulté 300 millions de catholiques, croyez-vous qu'il aura servi la France ? Jamais ! »

 Le Cartel ayant voté l'exclusion, la droite proteste avec vigueur et refuse de laisser partir le député, de sorte que la séance doit de nouveau être interrompue. Lors de la reprise, Louis Marin attaque le président de la Chambre Paul Painlevé pour cette manœuvre qu'il juge illégale, citant à l'appui le règlement. Pour lui « il n'y a pas de précédent à l'acte qui vient d'être accompli ». Baudry d'Asson, ulcéré par cet épisode, lance au président du Conseil - qui a repris son discours - : « Vous ne parlerez plus ! », suivi par de nombreux députés de droite qui multiplient les invectives et les interruptions.
Quand il peut finalement reprendre, Édouard Herriot fait un vibrant hommage à l'école laïque et condamne l'insoumission envers les lois de laïcité que préconise la Déclaration des archevêques et des cardinaux de France :

« M. le président du conseil : Évidemment, si le laïcisme tentait de devenir lui-même une confession, une foi, un dogmatisme, il s'exposerait, aux yeux de ceux qui, comme nous, veulent la neutralité de l’État et la neutralité de l'école, aux reproches d'exclusivisme qui peuvent atteindre les confessions quand elles se font agressives. Mais le laïcisme, dans notre pensée, comme dans celle des fondateurs de la République, comme dans celle d'un homme tel que Jules Ferry, c'est la doctrine qui veut que, par exemple, à l'école, les petits Français soient au moins soustraits à ces haines abominables que l'on essaye de déchaîner (Vifs applaudissements à gauche et à l'extrême-gauche. Interruptions à droite.) L'école laïque est et deviendra de plus en plus le petit temple de la concorde, que la République a construit jusque dans le plus petit village. Il y a dans l'idée qui l'a créée tant de force, il y a dans le sentiment qui l'a inspirée tant de générosité que cette idée finira par s'imposer à tous. (Bruit à droite) […]
La déclaration des cardinaux, en sa partie politique, puisque c'est une déclaration politique, conteste aux citoyens le droit de pratiquer certaines opinions. Reproduisant sur ce point, et presque à la lettre, je pourrais le démontrer, le Syllabus de 1861, elle interdit d'avoir des opinions socialistes, par exemple, alors que, sans froisser qui que ce soit, on peut dire, peut-être, que le christianisme primitif n'était pas très éloigné du socialisme, qu'il était un socialisme spiritualiste. (Applaudissements à gauche: ci à l'extrême gauche. — Bruit à droite.) Mais la déclaration va plus loin, elle s'attaque à l'idée même de la loi. C'est cette idée que j'ai le devoir de défendre. Je commettrais une lâcheté si je ne le faisais pas. (Applaudissements à gauche et à l'extrême gauche.) Ici, messieurs — je le dis à M. Groussau, avec le respect que nous avons tous pour sa conscience et ses convictions — il y a un sophisme qu'il ne faut pas commettre. Nous ne refusons pas aux adversaires de la laïcité le droit qu'ils ont évidemment de présenter ici des propositions de loi ayant pour objet d'opérer la réforme ou même, si c'est leur opinion, d'abroger les lois laïques. (Très bien ! très bien ! à gauche et à l'extrême gauche.) Rien ne limite le droit d'initiative d'un député. Il est loisible aux adversaires de la laïcité de déposer une proposition de loi, qui sera discutée. Mais ce qui est grave, et c'est ce que je dénonce devant le pays, c'est que la déclaration des archevêques et des cardinaux dit non pas qu'il faut réformer la loi, mais qu'il faut la violer. (Applaudissements à gauche et à l'extrême gauche.) Il est admissible de soutenir que l'on doit rechercher l'abrogation de la loi mais la phrase que nous ne pouvons pas admettre, c'est celle-ci : « Il ne nous est pas permis d'obéir aux lois de laïcité. » […] Cette force de l'idée de la loi, cette notion que c'est sur l'idée de la loi que repose toute société libre, cette conviction que c'est par le maintien du respect de la loi que toute société libre peut être conservée, vous savez bien que c'est l'idée essentielle sur laquelle se fondent toute la culture juridique et toute la culture philosophique de l'antiquité. […] Plus loin encore dans une antiquité que vous aimez —permettez-moi ce souvenir qui, je l'espère du moins, nous assemble — c'est l'idée qui se lève au point de devenir vivante devant Socrate qui va mourir, c'est l'idée qui lui fait refuser l'évasion qu'on lui propose, parce que se soustraire à un jugement injuste ce serait assurément sauver sa personne, mais ce serait méconnaître la loi,qu'il faut respecter même quand on en souffre. (Vifs applaudissements à gauche et à l'extrême gauche.) 
M. Missoffe : Ce sont les socialistes révolutionnaires qui applaudissent l'appel au respect de la loi ! »

Sous les applaudissements de la gauche et quelques bancs du centre, le président du Conseil conclut par cette bravade : « Riez ! Riez ! Défiez-nous, faux républicains ! La laïcité, vous n'y toucherez pas ! ».